# Maestlin (cratère)
Pour les articles homonymes, voir Maestlin.
Maestlin est un petit cratère d'impact en forme de bol situé près du bord oriental de l'océan des Tempêtes. Il doit son nom au mathématicien allemand Michael Maestlin. À l'est se trouve le cratère Encke (en) et au nord-est celui de Kepler. Juste au sud-est de Maestlin se trouvent les vestiges incurvés en forme de crête de Maestlin R, une plaine murée qui a été presque entièrement submergée par la mer lunaire. Au sud de cette structure se trouve un système de rilles linéaires appelé Rimae Maestlin. La surface de la mer autour de Maestlin est saupoudrée de matériaux de rayons de Kepler.

## Cratères satellites
Par convention, ces caractéristiques sont identifiées sur les cartes lunaires en plaçant la lettre sur le côté du point médian du cratère le plus proche de Maestlin.
| Maestlin | Latitude | Longitude | Diamètre |
| -------- | -------- | --------- | -------- |
| G        | 2,0° N   | 42,1° O   | 4 km     |
| H        | 4,7° N   | 43,5° O   | 7 km     |
| R        | 3,5° N   | 41,5° O   | 61 km    |